# Robert II. (Burgund)
Robert II. (* wohl 1248; † 21. März 1306 in Vernon-sur-Seine) war Herzog von Burgund von 1272 bis 1305. Er war der dritte Sohn des Herzoges Hugo IV. von Burgund und der Jolanthe von Dreux.
1272 erbte Robert, da seine beiden älteren Brüder ohne männliche Erben gestorben waren, von seinem Vater das Herzogtum Burgund, die Grafschaften Auxonne und Chalon sowie den Anspruch auf das Königreich Thessaloniki. Im selben Jahr wurde er zum königlichen Großkammerherrn ernannt. 1273 bis 1280 war er Regent der Dauphiné, 1285 wurde er Herr von Pontarlier. Ebenso war er ein Pair von Frankreich.
Robert nahm im Jahre 1285 am Kreuzzug gegen Aragón teil, ebenso an mehreren Feldzügen gegen Flandern in den Jahren 1297, 1302 und 1304.
Robert war seit dem Frühjahr 1279 verheiratet mit der Prinzessin Agnes (* wohl 1260; † 19. Dezember 1327 (oder 1325) im Château de Lantenay), einer Tochter des Königs Ludwig IX. von Frankreich.
Robert II. wurde – wie Jahre später auch seine Ehefrau – in Citeaux begraben.

## Nachkommen
Aus der Ehe mit Agnes von Frankreich gingen folgende Kinder hervor:
- Johann (* wohl 1279; † wohl 1283)
- Margarete (* wohl 1285; † vor 1290)
- Blanka (* wohl 1288; † 28. Juli 1348 in Dijon), begraben in der dortigen Franziskanerkirche, ⚭ 1307 Eduard von Savoyen († 1329)
- Margarete (* 1290, † 1315) ⚭ 1305 Ludwig X. (* 1289; † 1316) 1305 König von Navarra, 1314 König von Frankreich
- Johanna von Burgund, genannt die Lahme (la Boiteuse) (* um 1293; † 1348/49) ⚭ 1313 Philipp VI. (* 1293; † 1350) 1325 Graf von Valois, 1328 König von Frankreich,
- Hugo V. (* 1294; † 1315) 1306 Herzog von Burgund, Titularkönig von Thessaloniki, Pair von Frankreich
- Odo IV. (* 1295; † 1350) 1315 Herzog von Burgund, 1316–1321 Titularkönig von Thessaloniki, Fürst von Achaia, 1330 Pfalzgraf von Burgund und Graf von Artois, Auxonne und Chalon-sur-Saône, Herr von Salins ⚭ 1318 Johanna III. (* 1308; † 1347), Pfalzgräfin von Burgund, Gräfin von Artois, Herrin von Salins etc., Tochter des Königs Philipp V.
- Ludwig (* 1297; † 1316) 1315 Titularkönig von Thessaloniki, 1313 Fürst von Achaia und Morea ⚭ 1313 Mathilde von Hennegau (* 1293; † 1331) 1301 Fürstin von Achaia und Morea
- Maria (* 1298) ⚭ 11. Februar 1310 im Château de Montbard Eduard I. von Bar († 1336) (Haus Scarponnois)
- Robert (* wohl 1302; † 19. Oktober 1334) 1321 Graf von Tonnerre, begraben im Kloster Cîteaux